# Riacho de Santo Antônio
Riacho de Santo Antônio är en kommun i Brasilien.   Den ligger i delstaten Paraíba, i den östra delen av landet, 1 600 km nordost om huvudstaden Brasília. Antalet invånare är 1 722.
Omgivningarna runt Riacho de Santo Antônio är huvudsakligen savann. Runt Riacho de Santo Antônio är det glesbefolkat, med 16 invånare per kvadratkilometer.